# Флейшер, Оскар
Оскар Флейшер (нем. Oskar Fleischer; 2 ноября 1856, Цёрбиг — 8 февраля 1933, Берлин) — немецкий музыковед.

## Биография
Родился 2 ноября 1856 года в Цёрбиге (округ Анхальт-Биттерфельд).
После посещения латинской средней школы при Фонде Франке в Галле он изучал с 1878 по 1882 год в Галльском университете древние и современные языки, историю литературы и философию; получил докторскую степень. Затем закончил четырёхлетний курс музыковедения под руководством Филиппа Шпитты в Берлине.
В 1888 году принял заведование основанной Полем де Витом Королевской коллекцией старинных музыкальных инструментов в Академии музыки, чьи фонды он значительно расширил, приобретя частную коллекцию Снука.
С 1892 года — приват-доцент, а с 1895 года до 1925 года — внештатный профессор музыковедения в Берлинском университете. В числе его учеников: Герман Аберт, Комитас Вардапет, Курт Закс, Оскар Риземан.
В 1899 году стал одним из основателей Международного музыкального общества и редактировал его издания (Собрание томов Международного музыкального общества, Журнал Международного музыкального общества).
Его основная научная деятельность заключалась не столько в изучении музыкальных инструментов, сколько в исследовании средневековых и древнегреческих нотаций песнопений (невматическая нотация). В последние годы пытался реконструировать «германскую нотацию невмы» и публиковал свои работы в националистическом журнале «Die Sonne». Главные его произведения: «Das Accentuationssystem Notkers in seinem Boetius» (1883); «Denis Gaultier» (этюд по лютневой музыке и Дени Готье, 1886); «Die Bedeutung der internationalen Ausstellung» (1892); «Für Musik und Theater in Wien» (1893); «Neumen-Studien»; исследования о средневековых певческих нотациях (Т. I 1895, Т. II 1897, Лейпциг). Он опубликовал множество статей в журналах и сборниках; написал биографии Моцарта (1899), Баха, Генделя, Глюка, Бетховена.
Имел титул гехаймрата.
Умер в Берлине 8 февраля 1933 года. Похоронен на юго-западном церковном кладбище в Штансдорфе. В его родном городе Цёрбиг в его честь была названа улица.